# David Lightfoot
David Lightfoot (10 de fevereiro de 1945) é um linguista estadunidense, professor da Universidade de Georgetown. Doutor em Linguística pela Universidade de Michigan, destacou-se como diretor assistente da Fundação Nacional da Ciência de 2005 a 2009.